# Israela Hargil
Israela Hargil (hebr. ‏ישראלה הרגיל‎) (ur. 1938 w Brodach) – izraelska rzeźbiarka pochodząca z Polski.

## Życiorys
Urodziła się jako Iza Harnik, córka Kalmana Karla Harnika i jego żony Elsy z domu Kahana. Rodzice Izy byli muzykami i nauczycielami muzyki. Kalman uczył w szkole żydowskiej, kierował klubem muzycznym „Zamir” i dyrygował orkiestrą klubu, grał na skrzypcach, a jego żona na fortepianie. Matka Izy zginęła kilka dni po wkroczeniu do Brodów Niemców, w lipcu 1941. Została zamordowana razem ze znaczniejszymi mieszkańcami miasta i pochowana w zbiorowej mogile koło cmentarza żydowskiego. W styczniu 1942 Niemy utworzyli w mieście getto, Kalman Harnik razem z Izą uciekł i ukrył ją u znajomego, Jacentego Miklaszewskiego i jego żony Marii. Jacenty ukrył Kalmana na wsi, gdzie przebywał w ziemiance. Izie zmieniono imię na Ewa i była ukrywana u różnych rodzin i ludzi, ale nikt nie chciał jej zatrzymać na dłużej. Ostatecznie powróciła do Miklaszewskich, którzy ukrywali ją w domu, a następnie aby uniknąć denuncjacji wyjechali z nią do Krakowa. Chodziła tam do przedszkola prowadzonego przez zakonnice, jej ojciec w tym czasie walczył w szeregach Armii Czerwonej. W 1945 zaczęła chodzić do szkoły, wtedy odnalazł ją ojciec, w lutym 1946 zamieszkała z nim w Bielsku. W 1948 wyjechali do Francji, a następnie do Izraela. Początkowo mieszkali w Tel Awiwie, a następnie w kibucu Ramat Jochanan, gdzie zmieniła imię na Israela. W 1952 Kalman Harnik zmarł, w 1955 Israela złożyła zeznania przed komisją w Jad Waszem. W 1982 Jacenty i Maria Miklaszewscy oraz ich córka Władysława otrzymali tytuł Sprawiedliwych Wśród Narodów Świata. Po odbyciu służby wojskowej otrzymała stypendium i wyjechała w 1962 do Stanów Zjednoczonych, gdzie przez rok studiowała rzeźbę i projektowanie w Art Institute of Chicago. Następnie kontynuowała naukę w  Arkwright Art Centre w Londynie, a w późniejszym czasie w Los Angeles i Nowym Jorku. Po powrocie do Izraela zamieszkała w Ramat Gan i pracowała w studiu Kfat Azar. Wiele jej prac powstaje z odpadów przemysłowych pozyskiwanych na wysypisku. Dopiero przed 2007 zaczęła w swoich pracach poruszać temat Holokaustu, przedstawiła je na wystawie „Fotoerozja (2007)”. W 2009 przestawiła „Fotoerozję II”, kilka z jej prac zostało przekazanych do oddziału muzeów Yad Vashem. Jedna z nich, zatytułowana „Kaplica”, jest prezentowana na wystawie stałej.